# اچ‌ام‌اس نیوجرسی (۱۶۹۸)
اچ‌ام‌اس نیوجرسی (۱۶۹۸) (به انگلیسی: HMS Jersey (1698)) یک کشتی بود که طول آن ۱۳۲ فوت ۱ اینچ (۴۰٫۳ متر) بود.